# Mauermörtel

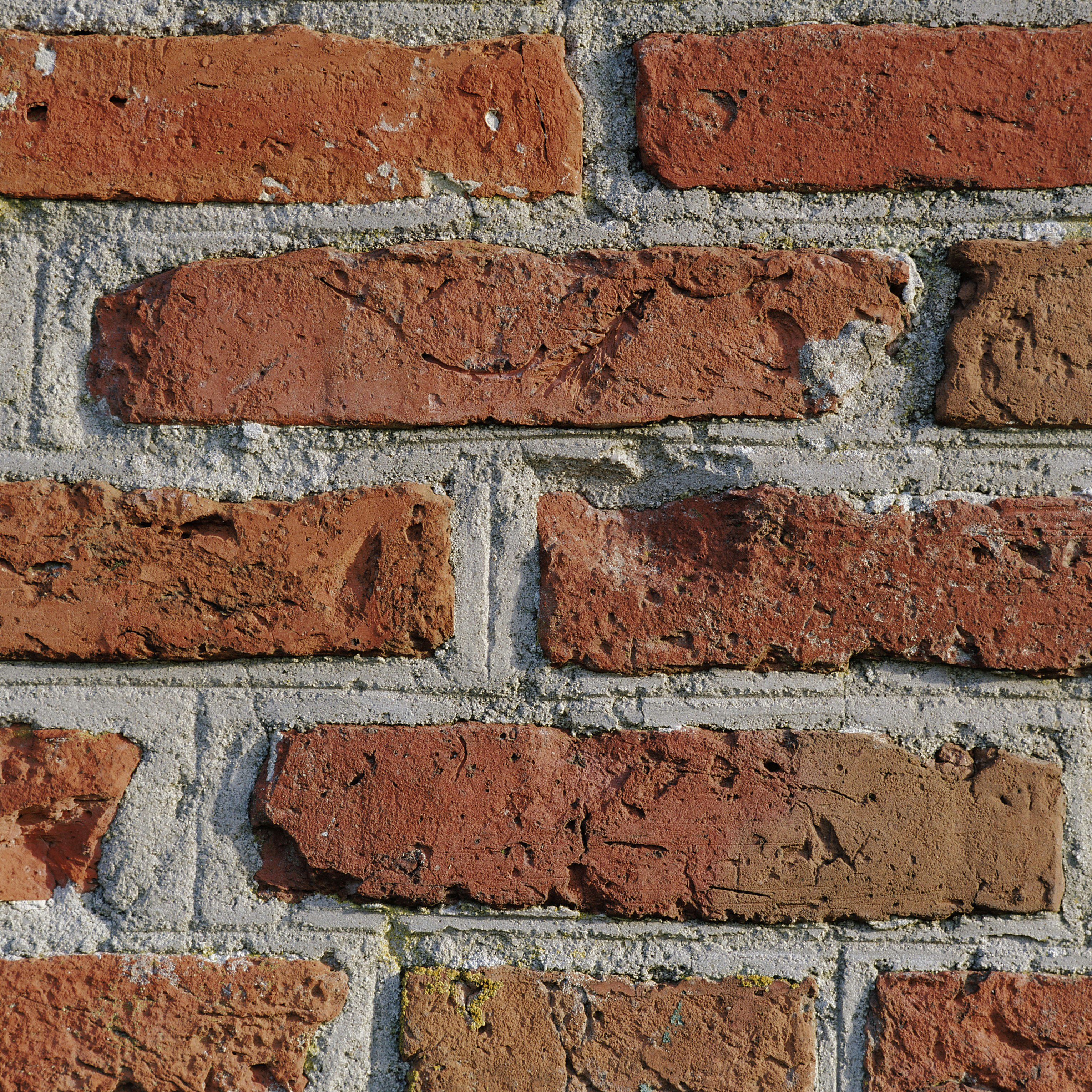
Fugenmörtel in Sichtmauerwerk

Mauermörtel sind Mörtel, welche zum Vermauern von Mauersteinen Verwendung finden, um Mauerwerk herzustellen. Sie unterscheiden sich in bestimmten Anwendungseigenschaften von Putzmörteln. Ausgangsstoffe zur Herstellung von Mauermörtel sind Bindemittel, Gesteinskörnung, Betonzusatzstoffe und Betonzusatzmittel. 
Von den verschiedenen Mauermörteln hängen die Standfestigkeit und viele andere Eigenschaften von Gebäuden ab. Deshalb werden sie in der europäischen Norm Eurocode 6 (DIN EN 1996-1-1:2013-02) ausführlich geregelt. Beispielsweise dürfen als Bindemittel für Mauermörtel nur Zemente nach der DIN 1164 und Calciumoxid (Baukalk) nach der DIN 1060, jedoch für kombinierten Putz- und Mauermörtel nur Bindemittel gemäß DIN 4211 eingesetzt werden. Auch die Gesteinskörnung wird nach ausführlich genormt, um die bauaufsichtliche Zulassung und Überwachung zu bestehen.

## Vormauermörtel
Vormauermörtel wird für die Vormauerung wie Verblender, Sichtmauerwerk oder Sichtfugen eingesetzt. Aufgrund der unterschiedlichen ausgeprägten Saugfähigkeit und Wasseraufnahme der verwendeten Steine werden Mörtel für stark saugende (Wasseraufnahme über 10 Gew.%), für schwach saugende (Wasseraufnahme 4–10 Gew.%) und nicht saugende Verblender (Wasseraufnahme weniger als 4 Gew.%) angeboten.
Das Vormauerwerk wird vorzugsweise vollfugig in einem Arbeitsgang ausgeführt, um Arbeitsfugen zu vermeiden, die lokal zu auffrierenden Wasseransammlungen führen können. Sind gleichmäßige Sichtfugen gewünscht, können diese z. B. durch Abstreichen der Fugen mit einem Stück Wasserschlauch ausgeführt werden. Hierdurch wird der Mörtel einheitlich geglättet, verdichtet und die Wasseraufnahme wird verringert.
Verblendmauerwerk aus hartgebrannten Steinen wie Klinkern wird häufig als reiner Zementmörtel (bisherige Mörtelgruppe MG III) ausgeführt.

## Hintermauermörtel
Hintermauermörtel wird meist als der eigentliche Mauermörtel bezeichnet, da dieser im eigentlichen Mauerwerk für Stoß- und Lagerfugen eingesetzt wird. Aufgrund der unterschiedlichen Mauersteinarten wird hier auch zwischen Kalk-, Zement- und Mischmörtel unterschieden. Der jeweils notwendige Mörtel wird vom Steinhersteller vorgeschrieben.

## Leichtmauermörtel
Leichtmauermörtel sind Hintermauermörtel nach DIN 1053-1. Sie werden vorwiegend zur Vermauerung von hochwärmedämmenden Wandbaustoffen (Wärmeleitfähigkeit um 0,2 W/(m·K)) eingesetzt, um Wärmebrücken im Fugenbereich zu vermeiden. Wenn der Unterschied der Wärmeleitfähigkeit und Saugfähigkeit des verwendeten Mörtels zum Mauerstein groß ist, können sich besonders bei dünnem, einlagigem Putzauftrag die Fugen abzeichnen. Die meisten Hersteller von Leicht-Mauersteinen schreiben die Verwendung eines abgestimmten Mörtels vor.
Die Lagerfugendicke entspricht der von Normalmörtel. Es bestehen keine besonderen Anforderungen an die Maßhaltigkeit der Steine. Leichtmörtel haben unter Belastung ein ungünstigeres Verformungsverhalten als Normal- und Dünnbettmörtel. Das Verformungsverhalten muss wegen des geringen Fugenanteils nicht in der statischen Berechnungen des Mauerwerks berücksichtigt werden.
Leichtmörtel haben im abgebundenen Zustand eine Trockenrohdichte von weniger als 1,5 kg/dm³.
Die geringere Dichte wird durch Zusatzmittel wie Luftporenbildner oder Leichtzuschläge wie Bims, Blähton oder Perlite erreicht.
Leichtmörtel werden als LM 21 (Wärmeleitfähigkeit Rechenwert λ 0,21 W/(m·K)) und LM 36 (Rechenwert 0,36 W/(m·K)) geliefert (zum Vergleich: Normalbeton 1,0 W/(m·K), hochwärmedämmende Ziegel 0,07 bis 0,18 W/(m·K)). Der Unterschied bewirkt eine Verbesserung des Mauerwerks insgesamt um ein bis zwei Wärmeleitfähigkeitsgruppen.

## Dünnbettmörtel
Dünnbettmörtel ist ein Normalmörtel mit einem Größtkorn von etwa 1 mm, der in einer Schichtdicke von typischerweise 1 bis 3 mm verarbeitet wird. Nur Fliesen, Platten, Mauersteine und Planelemente mit Maßabweichungen von unter 1 mm sind zur Vermauerung mit Dünnbettmörtel geeignet (z. B. Plansteine als Kalksandplanstein, Porenbetonstein, Hohlblockplanstein, Planziegel). Blockziegel beispielsweise gehören nicht dazu. 
Die Festigkeit entspricht etwa der ehemaligen MG III. Die Mauerwerksfestigkeit ebenso wie der Wärmedurchlasswiderstand des Mauerwerks liegen aufgrund des geringeren Fugenanteils höher als bei traditionellem Dickbettmörtel.
Dünnbettmörtel wird häufig mit Hilfe speziellen Werkzeugs wie Zahnschiene oder Mörtelschlitten dosiert und aufgetragen. Eine weitere Möglichkeit besteht im so genannten Tauchverfahren. Dabei wird der Stein mit der Unterseite in den dünnflüssigen Mörtel getaucht und anschließend versetzt. Im Vergleich zum Mörtelauftrag mit dem Mörtelschlitten ist die Auftragsmenge etwas weniger gut kontrollierbar. Zusätzlich kann in die Dünnbettmörtelfuge ein Gewebeflies zur Verbesserung der Deckelung bei Lochsteinen eingearbeitet werden. Das Auftragen des Dünnbettmörtels wird umgangssprachlich auch „Kleben“ genannt und stellt ein rationelles Verfahren für hochwertiges Mauerwerk dar. Im Vergleich zum Dickbettmörtel wird erheblich weniger Mörtel auf der Baustelle benötigt. Anmischen, Transport und Auftrag sind daher deutlich günstiger.

## Fugenmörtel

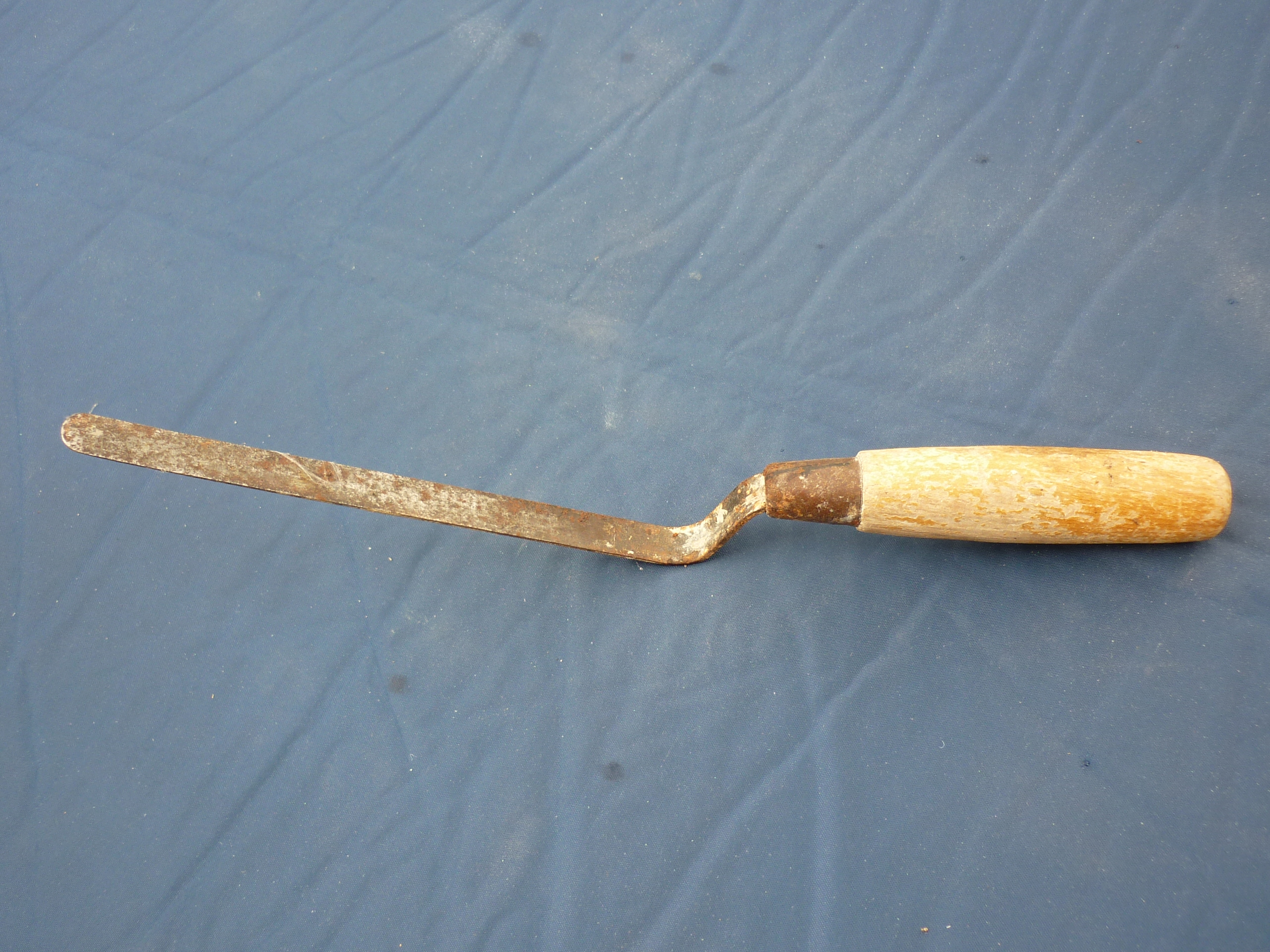
Fugenkelle

Die übliche Art des Mauerns von Sichtmauerwerk ist das vollfugige Vermörteln der Stoß- und Lagerfugen mit anschließendem Fugenglattstrich (auch als „Mauern im eigenen Saft“ bezeichnet). Alternativ werden Fertigfugenmörtel für die nachträgliche Verfugung angeboten. Hierbei werden die sichtbaren Fugen vor der vollständigen Aushärtung bis zu 15 mm Tiefe wieder ausgekratzt, gereinigt und mit Fertigfugenmörtel (Fugmörtel) und einer speziellen Fugenkelle nachträglich verfugt. Für die unterschiedlichen Fassadengestaltungen werden auch Fertigfugenmörtel in verschiedenen Farben angeboten.

## Sonstige Mörtel
Zur Erstellung und der Rekonstruktion von Natursteinmauerwerk werden häufig Mörtel mit Traßkalk als Bindemittel verwendet.
Zum Vermauern von Glasbausteinen wird ein Zementmörtel nach DIN 4242 verwendet, da dieser eine hohe Dichtigkeit aufweist. Zu verwenden sind Bindemittel nach DIN 1164, wie Portlandzement, Portlandhüttenzement und Hüttenzement. Zur Verbesserung der Verarbeitbarkeit (Geschmeidigkeit) dürfen Kalkhydrat nach DIN 1060 und Trass nach DIN 51 043 bis maximal 20 % des Zementgehalts beigefügt werden. Die Druckfestigkeit muss nach 28 Tagen mindestens 12 N/mm² betragen.

## Werkmörtel
Werkmörtel werden als fertige Mischung vom Herstellerwerk bezogen. Werk-Frischmörtel sind sofort verarbeitungsfähig. Werk-Trockenmörtel werden zunächst mit der vom Hersteller vorgegebenen Menge Anmachwasser angemischt.
Grundanforderungen an Werkmörtel werden in Deutschland durch die DIN 18 557 geregelt.
Werkmauermörtel wird nach der früheren DIN 1053 (Mauerwerks-DIN, zurückgezogen) in drei Mörtelgruppen (MG) und zwei Untergruppen nach Druckfestigkeit (in N/mm²) des errichteten Mauerwerks unterschieden.
- MG I    (Kalkmörtel)
- MG II   (Kalkzement-/hydraulischer Mörtel, 2,5 N/mm²)
- MG IIa  (Kalkzementmörtel, 5 N/mm²)
- MG III  (Zementmörtel, 10 N/mm²)
- MG IIIa (Zementmörtel, 20 N/mm²)

## Baustellenmörtel

### Rezeptmauermörtel nach DIN V 18580 und DIN V 20000-412
Normalmauermörtel darf auf der Baustelle nach den in der Tabelle angegebenen Mischungsverhältnissen ohne weiteren Eignungs- bzw. Konformitätsnachweis hergestellt werden.
Normalmauermörtel nach Anhang A der DIN V 18580 und DIN V 20000-412 (DIN EN 998-2) (Angaben in Raumteilen)
| Mörtelklasse | bisherige Mörtelgruppe | Kalkteig | Kalkhydrat | Hydraulischer Kalk (HL2) | Hochhydraulischer Kalk (HL5) | Zement | Sand |
| ------------ | ---------------------- | -------- | ---------- | ------------------------ | ---------------------------- | ------ | ---- |
| M 1          | MG I                   | 1        | -          | -                        | -                            | -      | 4    |
|              |                        | -        | 1          | -                        | -                            | -      | 3    |
|              |                        | -        | -          | 1                        | -                            | -      | 3    |
|              |                        | -        | -          | -                        | 1                            | -      | 4,5  |
| M 2,5        | MG II                  | 1,5      | -          | -                        | -                            | 1      | 8    |
|              |                        | -        | 2          | -                        | -                            | 1      | 8    |
|              |                        |          |            |                          |                              |        |      |
|              |                        | -        | -          |                          |                              | -      | 3    |
| M 5          | MG IIa                 | -        | 1          | -                        | -                            | 1      | 6    |
|              |                        | -        | -          | -                        | 2                            | 1      | 8    |
| M 20         | MG III                 | -        | -          | -                        | -                            | 1      | 4    |

Anmerkungen:
- Statt hochhydraulischem Kalk ist auch Putz- und Mauerbinder (MC5) einsetzbar.
- Der Sand soll aus natürlichem Gestein bestehen. Die Mengenangaben beziehen sich auf den lagerfeuchten Zustand.
- Die DIN 1053-1 für Mauerwerk mit der Einteilung in Mörtelgruppen (MG) wurde zum Ende 2014 zurückgezogen.
- Die Mörtelklassen (M) bestimmen sich nach DIN EN 998-2; die Mindestanforderung an die Druckfestigkeit nach DIN V 18580.
- Als Sonderform von hydraulischem und hochhydraulischem Kalk (HL 2 und HL 5 für engl. hydraulic lime ..) werden in Altbausanierung und Denkmalpflege auch natürlich hydraulische Kalke eingesetzt, die analog als NHL 2, NHL 3,5 und NHL 5 bezeichnet werden. Bei diesen enthält bereits das Ausgangsmaterial, d. h. der verwendete Kalkstein, Mineralien, die nach dem Brennen als Hydraulefaktoren bzw. Puzzolane wirken, so dass diese nicht gesondert zugesetzt werden müssen.

## Hersteller
- aerodurit
- Baumit
- Bayosan
- Dyckerhoff AG
- Hasit
- HBT Brandschutzmörtel
- HeidelbergCement AG
- Ceresit
- Hessler Kalkwerke
- Holcim
- Knauf
- Maxit
- Zement- und Kalkwerke Otterbein
- Rajasil (als Marke eingeführt von Hermann G. Meier)
- REDI Spezialbaustoffe
- Remix Droge Mortel BV
- Röfix
- Sakret
- Solubel, Mörtel für Altbausanierung und Restaurierung nach historischem Vorbild
- Saint-Gobain Weber Beamix B.V.
- Sopro Bauchemie
- Wopfinger Baustoffindustrie (baumit)
- quick-mix